# イマドキッ
『イマドキッ』は、MBSラジオで放送されているラジオ番組である。
本項は2007年から土曜日で、2008年から金曜日でそれぞれ放送されていた「イマドキッ」を冠する番組の流れをくむ内容について記載する。
2007年から2009年まで日曜日に放送されていた内容については『イマドキッ日曜日』を、2010年に放送されていた『われらイマドキッ!〜DOKIDOKI商品研究所〜』については『パックンたまご』を参照のこと。

## 概要
MBS（毎日放送）が主催するファッション・フェスタ『神戸コレクション』と連動した情報トーク番組である。『神戸コレクション』に特別協力している雑誌『JJ』の専属モデルが出演している。
番組収録は、本編は東京都港区赤坂Bizタワー28階(2008年2月頃までは東京都千代田区、パレスサイドビルディング9階)のMBS東京支社スタジオで、ミニコーナー（JAMのコーナー）は、MBSサテライトスタジオ（大阪市浪速区、なんばパークス1階ParaPara）で公開収録でそれぞれ行われていた。
番組の変換
2007年春放送開始のラジオ番組『イマドキッC』（いまどきこれくしょん）の土曜日として放送開始。
2008年春の番組改編で『イマドキッ』と改名され、金曜日が新たにスタート。この金曜日は2009年秋の番組改編まで、曜日表記無しの『イマドキッ』というタイトルでTBSラジオでも放送されていた。
2009年春の改編で元々放送していた日曜日が終了し、金曜日はTBSラジオと同じく曜日表記が取れ『イマドキッ』に、土曜日は『もっとイマドキッ』と改名し、両番組共に日曜日の放送となった。その後、秋の改編で『イマドキッ』のTBSラジオでの放送が終了し『イマドキッ シーズン2』と改名。
2010年春の番組改編で両番組が統合し『飛び出せ!イマドキッ』としてリニューアル。同時に『われらイマドキッ!〜DOKIDOKI商品研究所〜』が開始となる。ただし『飛び出せ!イマドキッ』第1回は『イマドキッ シーズン2』の最終回を、『われらイマドキッ!〜DOKIDOKI商品研究所〜』第1回は『われらイマドキッ!』というタイトルで『もっとイマドキッ』の最終回をそれぞれ放送。
2011年秋の番組改編でタイトルを『イマドキッ』に戻す。2014春の番組改編で放送時間を月曜日深夜へ移動し、それぞれ約30分ずつの2部構成へリニューアル。
2021年秋の番組改編からはタイトルを『イマドキッ ドゥフドゥフ90分』に改題リニューアルし、放送時間を30分拡大・出演者を一新して放送されている。さらに2024年8月現在は『イマドキッ ドゥフドゥフナイト』として放送。
2022年秋改編で日曜23:30 - 24:00に『イマドキッ JDナイト』と題したJD（女子大学生）主体の番組を開始。翌2023年春改編で『イマドキッ キャンパスナイト』へ改題している。

## 放送時間

### 現在の放送時間
- 2021年10月6日 - 
  - 水曜日1時00分 - 2時30分（火曜深夜）

### 過去の放送時間
- 2007年4月8日 - 2009年4月5日
  - 日曜日0時05分 - 1時00分（土曜深夜）[1]
- 2007年4月9日 - 2009年4月6日
  - 日曜日0時05分 - 1時00分（土曜深夜）[2]
- 2008年4月4日 - 2009年4月3日
  - 金曜日23時00分 - 翌0時00分[3]
    - TBSラジオ、2008年4月6日 - 2009年4月12日（2日遅れ）
      - 日曜日1時00分 - 2時00分（土曜深夜）
- 2009年4月12日 - 2010年4月4日
  - 日曜日23時30分 - 翌0時30分[4]
    - TBSラジオ、2009年4月19日 - 2009年10月4日（1週遅れ）
      - 日曜日1時00分 - 2時00分（土曜深夜）
- 2009年4月13日 - 2010年4月5日
  - 月曜日0時30分 - 1時30分（日曜深夜）[5]
- 2010年4月11日
  - 日曜日0時30分 - 1時20分（土曜深夜）[6]
- 2010年4月11日 - 10月3日
  - 日曜日23時30分 - 翌0時30分[7]
- 2010年10月10日 - 2011年10月23日
  - 日曜日0時00分 - 1時00分（土曜深夜）[7]
- 2011年10月30日 - 2012年11月25日
  - 日曜日23時30分 - 翌0時30分[8]
- 2012年12月3日 - 2014年3月30日
  - 月曜日0時00分 - 1時00分（日曜深夜）[8]
- 2014年4月1日 - 2015年3月24日
  - 火曜日3時00分 - 4時00分（月曜深夜）[8]
- 2015年4月1日 - 2016年9月21日
  - 水曜日1時00分 - 2時00分（火曜深夜）[8]
- 2016年9月30日 - 2020年3月27日
  - 金曜日0時00分 - 1時00分（木曜深夜）[8]
- 2020年3月31日 - 2021年9月29日
  - 水曜日1時00分 - 2時00分（火曜深夜）[8]

## 出演者
太文字鍵括弧は番組内のニックネーム

### 2024年8月現在の出演者
パート1 (25:00～25:30)
- 濱口優（よゐこ）[9]
- ぼる塾（きりやはるか・あんり・田辺智加）
- 日比野芽奈（ラフ×ラフ、2024年6月12日 - ）

パート2 (25:30～26:00)
- ナ酒渚（元尼神インター）[10]
- 田中道子[11]
- 樋口日奈（元乃木坂46）
- 市原愛弓（≒JOY）
- 阿部なつき
- 山下幸輝

パート3 (26:00～26:30)
- コロコロチキチキペッパーズ（西野創人・ナダル）[12]
- 吉田仁人（M!LK）[12]
- 松元絵里花[11]
- 宮本和奏
- ひかりんちょ

### 歴代出演者
- 放送開始・終了日はあくまで暦日で表記しているため、注意のこと。

#### 2021年10月時点の出演者
パート1 (25:00～25:30)
- 濱口優（よゐこ）[9]
- 敦士[13]
- 堀未央奈[14]
- 横山結衣（2021年10月〜2022年5月25日）[15]
- ぼる塾（きりやはるか・あんり・田辺智加）

パート2 (25:30～26:00)
- tetsuya（L'Arc〜en〜Ciel）[11]
- 尼神インター（誠子・渚）[10]
- 田中道子[11]
- 高田秋[16]
- 樋口日奈

パート3 (26:00～26:30)
- コロコロチキチキペッパーズ（西野創人・ナダル）[12]
- 吉田仁人（M!LK）[12]
- 福岡みなみ
- 松元絵里花[11]

旧土曜日
| 放送期間      | 放送期間      | 出演者   | 出演者   | 出演者   | 出演者   | ミニコーナー |
| ------------- | ------------- | -------- | -------- | -------- | -------- | ------------ |
| 2007年4月8日  | 2007年5月27日 | 小倉優子 | 東原亜希 | 桜井裕美 | 西川史子 | 本橋優華     |
| 2007年6月3日  | 2007年7月2日  | 小倉優子 | 東原亜希 | 桜井裕美 | 藤田志穂 | 本橋優華     |
| 2007年7月9日  | 2007年9月30日 | 小倉優子 | 東原亜希 | 桜井裕美 | 藤田志穂 | 足立沙織     |
| 2007年10月7日 | 2008年3月30日 | 小倉優子 | 東原亜希 | 桜井裕美 | 藤田志穂 | ミドリちゃん |

| 放送期間       | 放送期間      | 出演者   | 出演者   | 出演者   | 出演者         | 出演者     | 出演者       | ミニコーナー | ミニコーナー |
| -------------- | ------------- | -------- | -------- | -------- | -------------- | ---------- | ------------ | ------------ | ------------ |
| 2008年4月6日   | 2008年9月28日 | 小倉優子 | 桜井裕美 | 藤田志穂 | 今井りか       | 石田裕子   | ミドリちゃん | 山口実香     | 服部愛       |
| 2008年10月5日  | 2008年10月5日 | 小倉優子 | 桜井裕美 | 藤田志穂 | ローラ・チャン | 望月うらら | ミドリちゃん | 山口実香     | 服部愛       |
| 2008年10月12日 | 2009年1月11日 | 小倉優子 | 桜井裕美 | 藤田志穂 | ローラ・チャン | 望月うらら | ミドリちゃん | 龍田梨恵     | マイサ       |
| 2009年1月18日  | 2009年4月13日 | 小倉優子 | 桜井裕美 | 藤田志穂 | ローラ・チャン | 望月うらら | ミドリちゃん | 橘美波       | 橘美波       |

2009年4月13日は『もっとイマドキッ』の第1回。
| 放送期間       | 放送期間      | 出演者   | 出演者   | 出演者   | 出演者         | 出演者     | ミニコーナー1 | ミニコーナー2                     |
| -------------- | ------------- | -------- | -------- | -------- | -------------- | ---------- | ------------- | --------------------------------- |
| 2009年4月20日  | 2009年10月5日 | 小倉優子 | 桜井裕美 | 藤田志穂 | ローラ・チャン | 瀬古あゆみ | 岡部哲也      | JAM（奥田順子春名亜美村上実沙子） |
| 2009年10月12日 | 2009年11月9日 | 小倉優子 | 桜井裕美 | 藤田志穂 | ローラ・チャン | 瀬古あゆみ |               | JAM（奥田順子春名亜美村上実沙子） |
| 2009年11月16日 | 2010年4月5日  | 小倉優子 | 桜井裕美 | 藤田志穂 | ローラ・チャン | 森摩耶     |               | JAM（奥田順子春名亜美村上実沙子） |
| 2010年4月11日  |               | 小倉優子 | 桜井裕美 | 藤田志穂 | ローラ・チャン | 森摩耶     |               | JAM（奥田順子春名亜美村上実沙子） |

2010年4月11日は『われらイマドキッ!〜DOKIDOKI商品研究所〜』の第1回。
旧金曜日
| 放送期間       | 放送期間       | 出演者   | 出演者     | 出演者 | 出演者     | ミニコーナー | ミニコーナー |
| -------------- | -------------- | -------- | ---------- | ------ | ---------- | ------------ | ------------ |
| 2008年4月4日   | 2008年10月17日 | 井上和香 | 安藤沙耶香 | LIZA   |            | 渡辺由布子   | 長瀬寛是     |
| 2008年10月24日 | 2009年4月3日   | 井上和香 | 安藤沙耶香 | LIZA   | 青山美沙子 | 渡辺由布子   | 長瀬寛是     |

| 放送期間      | 放送期間      | 出演者   | 出演者     | 出演者 | 出演者   | 出演者 | ミニコーナー | ミニコーナー |
| ------------- | ------------- | -------- | ---------- | ------ | -------- | ------ | ------------ | ------------ |
| 2009年4月12日 | 2009年11月1日 | 井上和香 | 安藤沙耶香 | Nanami | 今井りか |        | 渡辺由布子   | 長瀬寛是     |
| 2009年11月8日 | 2010年4月11日 | 井上和香 | 安藤沙耶香 | Nanami | 今井りか | 菜々緒 | 渡辺由布子   | 長瀬寛是     |

2010年4月11日は『飛び出せ!イマドキッ』の第1回。
統合後
| 放送期間      | 放送期間       | 出演者               | 出演者               | 出演者                   | 出演者              | 出演者             | ミニコーナー | ミニコーナー | ミニコーナー |
| ------------- | -------------- | -------------------- | -------------------- | ------------------------ | ------------------- | ------------------ | ------------ | ------------ | ------------ |
| 2010年4月18日 | 2010年4月25日  | 井上和香「わかねえ」 | 今井りか「リカリカ」 | 小倉優子「こりん」       | 桜井裕美「Sakurai」 | Nanami「ななみん」 | 渡辺由布子   | 長瀬寛是     |              |
| 2010年5月2日  | 2011年1月29日  | 井上和香「わかねえ」 | 今井りか「リカリカ」 | 小倉優子「こりん」       | 桜井裕美「Sakurai」 | Nanami「ななみん」 | 渡辺由布子   |              |              |
| 2011年2月6日  | 2011年7月3日   | 井上和香「わかねえ」 | 今井りか「リカリカ」 | 小倉優子「こりん」       | 桜井裕美「Sakurai」 | Nanami「ななみん」 |              |              |              |
| 2011年7月10日 | 2011年7月10日  | 井上和香「わかねえ」 | 今井りか「リカリカ」 | 小倉優子「こりん」       | 桜井裕美「Sakurai」 | Nanami「ななみん」 | 荒井千里     | 南田裕介     | 今井りか     |
| 2011年7月17日 |                | 井上和香「わかねえ」 | 今井りか「リカリカ」 | 小倉優子「こりん」       | 桜井裕美「Sakurai」 | Nanami「ななみん」 | 荒井千里     | 南田裕介     | 今井りか     |
| 2011年8月6日  | 2011年10月22日 | 井上和香「わかねえ」 | 今井りか「リカリカ」 | 河北麻友子「ちゃんまゆ」 | 桜井裕美「Sakurai」 | Nanami「ななみん」 | 荒井千里     | 南田裕介     | 今井りか     |

| 放送期間       | 放送期間       | 出演者               | 出演者               | 出演者              | 出演者               | 出演者                   | 出演者   | ミニコーナー | ミニコーナー | ミニコーナー |
| -------------- | -------------- | -------------------- | -------------------- | ------------------- | -------------------- | ------------------------ | -------- | ------------ | ------------ | ------------ |
| 2011年10月30日 | 2011年12月25日 | 井上和香「わかねえ」 | 今井りか「リカリカ」 | 桜井裕美「Sakurai」 | Nanami「ななみん」   | 河北麻友子「ちゃんまゆ」 |          | 青柳愛       | 南田裕介     | 今井りか     |
| 2012年1月1日   | 2012年1月29日  | 井上和香「わかねえ」 | 今井りか「リカリカ」 | 桜井裕美「Sakurai」 |                      | 河北麻友子「ちゃんまゆ」 |          | 青柳愛       | 南田裕介     | 今井りか     |
| 2012年2月5日   | 2012年10月7日  | 井上和香「わかねえ」 | 今井りか「リカリカ」 | 桜井裕美「Sakurai」 | 麻倉みな「くらさん」 | 河北麻友子「ちゃんまゆ」 |          | 青柳愛       | 南田裕介     | 今井りか     |
| 2012年10月14日 | 2013年4月15日  |                      | 今井りか「リカリカ」 | 桜井裕美「Sakurai」 | 麻倉みな「くらさん」 | 河北麻友子「ちゃんまゆ」 |          | 青柳愛       | 南田裕介     | 今井りか     |
| 2013年4月22日  | 2013年4月22日  | ラブリ「らーちゃん」 | 今井りか「リカリカ」 | 桜井裕美「Sakurai」 | 鹿沼憂妃「しかぬん」 | 早川真理恵「まりっぺ」   |          |              | 南田裕介     | 今井りか     |
| 2013年4月29日  | 2014年5月13日  | ラブリ「らーちゃん」 | 今井りか「リカリカ」 | 桜井裕美「Sakurai」 | 鹿沼憂妃「しかぬん」 | 早川真理恵「まりっぺ」   | 荒井沙織 |              | 南田裕介     | 今井りか     |
| 2014年5月20日  | 2014年6月3日   | ラブリ「らーちゃん」 | 今井りか「リカリカ」 | 桜井裕美「Sakurai」 | 鹿沼憂妃「しかぬん」 | 早川真理恵「まりっぺ」   |          |              |              |              |

| 放送期間       | 放送期間       | 第一部出演者                       | 第一部出演者        | 第一部出演者         | 第一部出演者         | 第一部出演者           | 第一部出演者                 | 第一部出演者         | 第二部出演者                                                               | 第二部出演者                    | 第二部出演者                                      | 第二部出演者             |
| -------------- | -------------- | ---------------------------------- | ------------------- | -------------------- | -------------------- | ---------------------- | ---------------------------- | -------------------- | -------------------------------------------------------------------------- | ------------------------------- | ------------------------------------------------- | ------------------------ |
| 2013年6月10日  | 2014年10月21日 | 今井りか「リカリカ」               | 桜井裕美「Sakurai」 | ラブリ「らーちゃん」 | 鹿沼憂妃「しかぬん」 | 早川真理恵「まりっぺ」 |                              |                      | ジャングルポケット（斉藤慎二「しんぽけ」おたけ「たけ子」太田博久「隊長」） | 木﨑ゆりあ（AKB48）「ゆりteen」 | 第一部のメンバーから1人が週替わりで第二部も出演。 |                          |
| 2014年10月28日 | 2015年4月22日  | 今井りか「リカリカ」               | 桜井裕美「Sakurai」 | ラブリ「らーちゃん」 | 鹿沼憂妃「しかぬん」 | 早川真理恵「まりっぺ」 | 柴田阿弥「あやがん」         |                      | ジャングルポケット（斉藤慎二「しんぽけ」おたけ「たけ子」太田博久「隊長」） |                                 | 第一部のメンバーから1人が週替わりで第二部も出演。 |                          |
| 2015年4月29日  | 2015年5月6日   | 紗綾「やあさ」                     | 桜井裕美「Sakurai」 | ラブリ「らーちゃん」 | 鹿沼憂妃「しかぬん」 | 早川真理恵「まりっぺ」 | 柴田阿弥「あやがん」         | 鈴木優華「ゆっぴー」 | ジャングルポケット（斉藤慎二「しんぽけ」おたけ「たけ子」太田博久「隊長」） |                                 | 第一部のメンバーから1人が週替わりで第二部も出演。 |                          |
| 2015年5月13日  | 2016年4月6日   | 紗綾「やあさ」                     | 桜井裕美「Sakurai」 | ラブリ「らーちゃん」 | 鹿沼憂妃「しかぬん」 | 早川真理恵「まりっぺ」 | 柴田阿弥「あやがん」         | 鈴木優華「ゆっぴー」 | ジャングルポケット（斉藤慎二「しんぽけ」おたけ「たけ子」太田博久「隊長」） | 敦士「つんつん」                |                                                   |                          |
| 2016年4月13日  | 2016年10月7日  | 紗綾「やあさ」                     | 桜井裕美「Sakurai」 | ラブリ「らーちゃん」 | 鹿沼憂妃「しかぬん」 | 早川真理恵「まりっぺ」 | 柴田阿弥「あやがん」         | 大川藍「大さん」     | ジャングルポケット（斉藤慎二「しんぽけ」おたけ「たけ子」太田博久「隊長」） | 敦士「つんつん」                |                                                   |                          |
| 2016年10月14日 | 2016年12月1日  | 紗綾「やあさ」                     | 松元絵里花「つも」  | ラブリ「らーちゃん」 | 鹿沼憂妃「しかぬん」 | 早川真理恵「まりっぺ」 | 松村沙友理「マッチュポテト」 | 大川藍「大さん」     | ジャングルポケット（斉藤慎二「しんぽけ」おたけ「たけ子」太田博久「隊長」） | 敦士「つんつん」                |                                                   |                          |
| 2016年12月8日  | 2017年4月20日  | 紗綾「やあさ」                     | 松元絵里花「つも」  | 祥子「おねね」       | 鹿沼憂妃「しかぬん」 | 早川真理恵「まりっぺ」 | 松村沙友理「マッチュポテト」 | 大川藍「大さん」     | ジャングルポケット（斉藤慎二「しんぽけ」おたけ「たけ子」太田博久「隊長」） | 敦士「つんつん」                |                                                   |                          |
| 2017年4月27日  | 2017年5月18日  | 紗綾「やあさ」                     | 松元絵里花「つも」  | 祥子「おねね」       | 鹿沼憂妃「しかぬん」 | 早川真理恵「まりっぺ」 | 松村沙友理「マッチュポテト」 | 大川藍「大さん」     | ジャングルポケット（斉藤慎二「しんぽけ」おたけ「たけ子」太田博久「隊長」） | 敦士「つんつん」                | tetsuya「セクシー兄さん」                         |                          |
| 2017年5月25日  | 2017年11月9日  | 紗綾「やあさ」                     | 松元絵里花「つも」  | 祥子「おねね」       | 鹿沼憂妃「しかぬん」 | 早川真理恵「まりっぺ」 | 松村沙友理「マッチュポテト」 | 大川藍「大さん」     | ジャングルポケット（斉藤慎二「しんぽけ」おたけ「たけ子」太田博久「隊長」） | 敦士「つんつん」                | tetsuya「セクシー兄さん」                         | 佐藤友祐「きざみネギ祐」 |
| 2017年11月16日 | 2018年11月15日 | 紗綾「やあさ」                     | 松元絵里花「つも」  | 祥子「おねね」       | 鹿沼憂妃「しかぬん」 | 早川真理恵「まりっぺ」 | 松村沙友理「マッチュポテト」 |                      | ジャングルポケット（斉藤慎二「しんぽけ」おたけ「たけ子」太田博久「隊長」） | 敦士「つんつん」                | tetsuya「セクシー兄さん」                         | 佐藤友祐「きざみネギ祐」 |
| 2018年11月22日 | 2018年12月27日 |                                    | 松元絵里花「つも」  | 祥子「おねね」       | 鹿沼憂妃「しかぬん」 | 早川真理恵「まりっぺ」 | 松村沙友理「マッチュポテト」 |                      | ジャングルポケット（斉藤慎二「しんぽけ」おたけ「たけ子」太田博久「隊長」） | 敦士「つんつん」                | tetsuya「セクシー兄さん」                         | 佐藤友祐「きざみネギ祐」 |
| 2019年1月3日   | 2019年5月16日  | 齊藤京子（日向坂46）「さいきょー」 | 松元絵里花「つも」  | 祥子「おねね」       | 鹿沼憂妃「しかぬん」 | 早川真理恵「まりっぺ」 | 松村沙友理「マッチュポテト」 |                      | ジャングルポケット（斉藤慎二「しんぽけ」おたけ「たけ子」太田博久「隊長」） | 敦士「つんつん」                | tetsuya「セクシー兄さん」                         | 佐藤友祐「きざみネギ祐」 |
| 2019年5月23日  | 2019年12月26日 | 齊藤京子（日向坂46）「さいきょー」 | 松元絵里花「つも」  | 祥子「おねね」       | 鹿沼憂妃「しかぬん」 | 早川真理恵「まりっぺ」 | 松村沙友理「マッチュポテト」 | 木内舞留「まりゅ」   | ジャングルポケット（斉藤慎二「しんぽけ」おたけ「たけ子」太田博久「隊長」） | 敦士「つんつん」                | tetsuya「セクシー兄さん」                         | 佐藤友祐「きざみネギ祐」 |
| 2020年1月2日   | 2020年5月4日   | 齊藤京子（日向坂46）「さいきょー」 | 松元絵里花「つも」  | 杉山弥紀佳「杉やん」 | 鹿沼憂妃「しかぬん」 | 早川真理恵「まりっぺ」 | 松村沙友理「マッチュポテト」 | 木内舞留「まりゅ」   | ジャングルポケット（斉藤慎二「しんぽけ」おたけ「たけ子」太田博久「隊長」） | 敦士「つんつん」                | tetsuya「セクシー兄さん」                         | 佐藤友祐「きざみネギ祐」 |
| 2020年5月11日  | 2020年6月8日   |                                    | 松元絵里花「つも」  | 杉山弥紀佳「杉やん」 | 鹿沼憂妃「しかぬん」 | 早川真理恵「まりっぺ」 | 松村沙友理「マッチュポテト」 | 木内舞留「まりゅ」   | ジャングルポケット（斉藤慎二「しんぽけ」おたけ「たけ子」太田博久「隊長」） | 敦士「つんつん」                | tetsuya「セクシー兄さん」                         | 佐藤友祐「きざみネギ祐」 |
| 2020年6月15日  | 2021年9月29日  | 田中道子 「ダイバー」              | 松元絵里花「つも」  | 杉山弥紀佳「杉やん」 | 山之内すず 「歌子」  | 早川真理恵「まりっぺ」 | 松村沙友理「マッチュポテト」 | 木内舞留「まりゅ」   | ジャングルポケット（斉藤慎二「しんぽけ」おたけ「たけ子」太田博久「隊長」） | 敦士「つんつん」                | tetsuya「セクシー兄さん」                         | 佐藤友祐「きざみネギ祐」 |

## コーナー
「第一部」
お便り紹介
リスナーから募集したお便りを紹介するコーナー。
クイズ あの頃のイマドキッ
毎週、様々な時代にタイムスリップし、かつての流行やブームの裏側をクイズ形式にして紹介するコーナー。
「第二部」
敦士さんのなぞなぞ
リスナーから寄せられたなぞなぞ（ほぼ下ネタに寄せているが答えは異なるもの）に答えるコーナー。原則エンディングで行われる。
さゆりんごに言ってほしいセリフ
さゆりんご（松村）に言ってほしいセリフをリスナーから募集。実際に言うメンバーは抽選で決めるため、男性メンバーが言う場合も多い。
イマドキッ会議
今、巷で流行しているイマドキッなものについて、世代や性別の垣根を越えて会議するコーナー。

## 話題
- ミドリちゃんは、『ゴチャ・まぜっ!水曜日』に出演していたKABA.ちゃんの紹介でレギュラーとなった。
- 2008年1月26日放送の『イマドキッC土曜日』で、東原亜希が井上康生との結婚を報告。翌日27日放送の『イマドキッC日曜日』では、土岐田麗子が堤下敦(インパルス)との破局を報告。明暗を分けた二日間となった。
- 2008年10月に行われた東原亜希の挙式・披露宴に、『イマドキッC土曜日』時代の共演者(小倉優子、桜井裕美、藤田志穂、ミドリちゃん)が招待され、その時の模様がそれぞれのブログにアップされていた。
- 望月うららは『ミスパーソナリティ・グランプリ2008』に合格して、2008年秋の番組改編時に『イマドキッ土曜日』のレギュラーとなった。
- 山口実香と服部愛は、『第2のJAMをめざせ!! 読者モデル発掘オーディション』に合格して、2008年春の番組改編時に『イマドキッ土曜日 ミニコーナー』のレギュラーとなった。服部はその後、土曜日に出演していた東原亜希と同じプラチナムプロダクションに所属[37]。現在は“竹田愛”と改名しタレント活動を継続している。

## テーマ曲
1. 2007年4月7日(土) - 2008年9月28日(日)
2. 2008年10月3日(金) -
2008年10月1日 - 11月30日、テーマソングでメジャーデビューオーディション開催

作詞・作曲は番組プロデューサー神津梓。タイトル・歌手名（女性）は不明。
『まだまだゴチャ・まぜっ!〜集まれヤンヤン〜』では、2010年10月23日にヤンヤンガールズよる『イマドキッ』テーマ曲の替え歌合戦が行われた。

## イベント

### 公開収録
「イマドキッC　1st　2007 AUTUMN ユニバーサル・スタジオ・ジャパン公演」
- 収録日時…2007年9月15日(土) 17:00 -
- 放送日時…9月22日(土)・23日(日) 深夜
- 場所…ユニバーサル・スタジオ・ジャパン
- 入場料…朝から入場すると5,800円。15:00以降に入場すると3,900円。
- 出演者
  - イマドキッC土曜日…小倉優子、桜井裕美、藤田志穂
  - イマドキッC日曜日…山里亮太(南海キャンディーズ)、なだぎ武(ザ・プラン9)、土岐田麗子、西川史子、JAM(奥田順子・春名亜美・村上実沙子)
  - ゲスト…mink

「イマドキッC 2nd 2007 WINTER ParaPara公演」
- 収録日時…2007年12月8日(土) 16:00 -
- 放送日時…12月22日(土)・23日(日) 深夜
- 場所…大阪のなんばパークス1階ParaPara
- 入場料…無料
- 出演者
  - 土曜…桜井裕美、藤田志穂、ミドリちゃん
  - 日曜…山里亮太(南海キャンディーズ)、土岐田麗子、JAM(奥田順子・春名亜美・村上実沙子)
  - ゲスト…山口実香、服部愛、三冨愛莉(オーディション合格者3名。この仕事が初仕事)[38][39]

「イマドキッOK祭〜ゴチャになります・大阪城コネクション2008」
- 収録日時…2008年8月2日（土） 13:00 - 15:55
- 放送日時…公開生放送
- 場所…大阪城・西の丸庭園(オーサカキング会場)
- 入場料…無料
- 出演者
  - イマドキッ金曜日…井上和香、ＬＩＺA、安藤沙耶香
  - イマドキッ土曜日…桜井裕美、藤田志穂
  - イマドキッ日曜日…山里亮太(南海キャンディーズ)、土岐田麗子、西川史子、JAM(春名亜美・村上実沙子)
  - ゴチャ・まぜっ!水曜日…KABA.ちゃん、しずちゃん(南海キャンディーズ)、伊﨑央登(FLAME)、友近
  - ゴチャ・まぜっ!金スペ…よゐこ(濱口優・有野晋哉)、加藤和樹、伊﨑右典(FLAME、番組は卒業)

『ゴチャ・まぜっ!』『イマドキッ』 × 『イナズマロックフェス2010』　(トークショー&音楽ライブ)
- 場所…滋賀県草津市 烏丸半島芝生広場（滋賀県立琵琶湖博物館西隣 多目的広場）
- 入場料…13:00～14:00、FREE AREAでの公開録音は無料。16:25～16:40、LIVE AREAでの公開録音は3歳以上有料(前売税込7,800円、当日税込8,300円)。
- 収録日時…2010年9月18日（土）　13:00 - 14:00(FREE AREA)、16:25 - 16:40(LIVE AREA)
- 放送日時…2010年10月9日（土）、飛び出せ!イマドキッ(1時間番組)内の10分間。
- 出演者
  - もっともゴチャ・まぜっ!…よゐこ(濱口優・有野晋哉)、ボビー・オロゴン
  - 飛び出せ!イマドキッ…井上和香
  - またまたゴチャ・まぜっ!…北川弘美
- 補足　『イナズマロックフェス2010』出演アーティスト
  - またまたゴチャ・まぜっ!…西川貴教(abingdon boys school)、SUNAO(abingdon boys school)
  - ゴチャ・まぜっ!、われらイマドキッ!〜DOKIDOKI商品研究所〜…TETSUYA

公開録音
- 収録日時…2010年9月19日（日）　13:00 - 14:00(FREE AREA)、16:25 - 16:40(LIVE AREA)
- 放送日時…2010年10月10日（日）、また×3ゴチャ・まぜっ!(30分番組)内の28分間。
- 出演者
  - またまたゴチャ・まぜっ!…ケンドーコバヤシ
  - まだまだゴチャ・まぜっ!〜集まれヤンヤン〜…TKO(木本武宏・木下隆行)(15:35～15:50、LIVE AREAにも出演)
  - 飛び出せ!イマドキッ…小倉優子、桜井裕美
- 補足　『イナズマロックフェス2010』出演アーティスト
  - われらイマドキッ!〜DOKIDOKI商品研究所〜…西川貴教(T.M.Revolution)

「イマドキッ × ガーデンズ・コレクション」　(トークショー&ファッションショー)
- 収録日時…2010年9月23日（木・祝） 14:00 - 15:30
- 放送日時…2010年10月3日（日）、飛び出せ!イマドキッ(1時間番組)内の10分間。
- 場所…阪急西宮ガーデンズ4階　スカイガーデン・木の葉のステージ（小雨だったので）
- 入場料…無料
- 出演者
  - われらイマドキッ!〜DOKIDOKI商品研究所〜…西川貴教(T.M.Revolution)
  - 飛び出せ!イマドキッ…井上和香、桜井裕美、今井りか

### オーディション
『イマドキッC』×『月刊デ・ビュー』、「第2のJAMをめざせ!! 読者モデル発掘オーディション」
- 応募期間…2007年6月30日 - 8月31日
- 合格者…3名[38][39]
- :山口実香…イマドキッ土曜日 ミニコーナーにレギュラー出演
- :服部愛…イマドキッ土曜日 ミニコーナーにレギュラー出演
- :三冨愛莉

『イマドキッ』『ゴチャ・まぜっ!』×『月刊デ・ビュー』、「ミスパーソナリティ・グランプリ2008」
- 応募期間…2008年5月1日 - 7月31日
- 合格者…5名[42]
  - 望月うらら…イマドキッ土曜日にレギュラー出演
  - 乙宮みく…2008年10月 - 2009年1月、ゴチャ・まぜっ!木曜日ミニコーナーにレギュラー出演
  - 中尾奈月…ゴチャ・まぜっ!木曜日 ミニコーナーにレギュラー出演
  - 西川ちひろ…ゴチャ・まぜっ!木曜日 ミニコーナーにレギュラー出演
  - 広村美つ美…ゴチャ・まぜっ!金スペにレギュラー出演

『ゴチャ・まぜっ!』『イマドキッ』×『デートピア』、「パーソナリティ＆テーマソングでメジャーデビューオーディション!!」
- 応募期間…2008年10月1日 - 11月30日
- 合格者…0名

## スタッフ
プロデューサー神津梓
構成勝木友香「ゆうかちゃん」 - 『イマドキッ金曜日』・『イマドキッ』・『イマドキッ シーズン2』・『飛び出せ!イマドキッ』を2009年10月まで担当。:
古川かずな「おふる」-『イマドキッ』『ザ・ヒットスタジオ（水）』

## キャンパスナイト
『イマドキッ キャンパスナイト』（略称：イマキャン）はスタジオを「イマドキッキャンパス」とした大学に見立て、大学生や専門学校生間で話題の「イマドキ」な話題などを発信するキャンパスバラエティを標榜する。
2022年秋改編で始まった『イマドキッ JDナイト』を改題してリニューアルしたものである。番組では学校よろしく学籍番号が存在し、メインパーソナリティが001、002が割り当てられ、東西の大学から選抜された大学生にも003以降の番号が与えられるほか、リスナーはキャンパスのクラスメイト（イマキャンメイト）とされている。
毎週異なるイマキャンメイトが自分の趣味に関する商品やオススメを紹介している。
2024年4月からは『イマドキッ キャンパスナイト supported by dazzlin』に改題した。

### 出演者（イマキャン）
- 中川紅葉（001。現役青山学院大学生）
- 谷崎早耶（002。≠MEメンバーで代々木アニメーション学院所属）